# Der König von Köln
Der König von Köln ist eine deutsche Filmsatire, die am 11. Dezember 2019 in der ARD erstausgestrahlt wurde.
Der Spielfilm erzählt eine fiktive Geschichte der realen Ereignisse rund um den Oppenheim-Esch-Skandal im Zuge der Neubauten der 2006 eröffneten Kölner Messehallen und der Kölner Stadtverwaltung, sowie der im Jahr 2009 erfolgten Insolvenz der Arcandor AG (bis 2007 KarstadtQuelle). Die gesellschaftskritische Satire konzentriert sich auf die in den Skandalen involvierten Hauptakteure Josef Esch, den Arcandor-Vorstandsvorsitzenden Thomas Middelhoff, die Quelle-Erbin Madeleine Schickedanz sowie die aus der Kölner Bankiersfamilie Oppenheim stammenden Alfred Freiherr von Oppenheim und dessen Sohn Christopher von Oppenheim. Des Weiteren werden die Verstrickungen von Vertretern der Kölner Stadtverwaltung wie Lothar Ruschmeier und der Kölner Staatsanwaltschaft in diese Kriminalfälle thematisiert.

## Handlung
Der Film beginnt mit der Verhaftung des Kölner Baudezernenten Stüssgen, bei der sich sein Stellvertreter Di Carlo zu seiner Zusammenarbeit mit der Staatsanwaltschaft bekennt. Als Erzähler im Off leitet er mit „In Köln beginnt alles beim Karneval“ die Rückblende auf die Ereignisse ein. Seine Frau erwartet das zweite Kind und die Familie würde gern das Haus erweitern, was aber aus Gründen des Denkmalschutzes nicht geht. Beim Karneval trifft er Stüssgen und den im Kölner Klüngel unter dem Spitznamen Polier bekannten Bauunternehmer Asch. In anderen Szenen werden dessen Kontakte und Einflussnahmen in alle Bereiche des Kölner Lebens und vor allem zum Bankhaus Hoppenheim herausgestellt.
Stüssgen schlägt Di Carlo als Stellvertreter vor, wofür sich Asch einsetzen will. Als Stüssgen beim anschließenden Besuch im Rotlichtviertel im Pascha einen Herzinfarkt erleidet, übernimmt Di Carlo kommissarisch die Geschäfte des Dezernenten. Asch nötigt ihn, das Großprojekt Neue Stadtverwaltung ohne Ausschreibung durchzusetzen und an sein Unternehmen zu vergeben. Parallel dazu erfolgt umgehend der nun doch genehmigte Umbau des Wohnhauses von Di Carlo. Dieser setzt das Projekt Stadtverwaltung wie gefordert um, aber ihm wachsen Zweifel wegen der Unrechtmäßigkeit des Vorgehens. Asch schiebt ihm immer wieder Bargeld zu, das er als junger Familienvater gut gebrauchen kann. Das Bankhaus Hoppenheim feiert das Großprojekt, gleichzeitig wird der Manager Middeldorf als Projekt- und Kaufhausmanager eingeführt und die leichtgläubige Erbin des Kaufhauses Dickeschanz „über den Tisch gezogen“.
Die Kölner Staatsanwaltschaft nimmt Ermittlungen auf, lädt Di Carlo vor und erläutert ihm durch die Blume, dass seine Vorgehensweise in Ordnung ist und das Verfahren eingestellt wird. Verwirrt verlässt er das Gebäude. Die junge Staatsanwältin Behrens klemmt sich hinter den Fall, ihre Chefs lassen die Akte jedoch im Archiv verschwinden und sie wird versetzt. Di Carlo kann bei einem Besuch auf dem Golfplatz Asch dessen Notizbuch entwenden, in dem er offensichtlich Buch über seine Geschäfte führt. Damit fährt er nach Düsseldorf zum LKA, wodurch die Ermittlungen mit der Staatsanwältin Behrens neu aufgenommen und etliche Beteiligte verhaftet werden, unter anderem auch die Kölner Staatsanwälte und Stüssgen.

## Hintergründe

### Oppenheim-Esch-Skandal
Als Vorlage für die Filmsatire dienten reale Geschehnisse. In den frühen 1990er Jahren hatte der aus Troisdorf stammende ehemalige Maurerpolier Josef Esch mit der Kölner Privatbank Sal. Oppenheim und ihren Kommandit-Aktionären in der eigens dafür gegründeten Oppenheim-Esch-Holding geschlossene renditestarke Fonds (Oppenheim-Esch-Fonds) für vermögende Kunden aufgelegt. Mit dem Geld aus diesen Fonds wurden folglich Großbauprojekte für die Stadt Köln finanziert, darunter die MMC-Fernsehstudios in Köln-Ossendorf, die Nordhallen der Koelnmesse, die Köln-Arena und das angrenzende Stadthaus mit der Stadtverwaltung. Die Aufträge wurden teils ohne korrekte Ausschreibungen vergeben und warfen gleichzeitig hohe Softkosten-Gewinne ab. Vor allem aber ließ sich die Stadt auf überteuerte Mietverträge ein. Der später zur Oppenheim-Esch-Holding gewechselte Dezernent und Kölner Oberstadtdirektor Lothar Ruschmeier war ebenso wie die Sparkasse KölnBonn in die Affäre verwickelt, die als Oppenheim-Esch-Skandal betitelt wurde.

### Arcandor-Pleite
Als weiterer Handlungsstrang dienten die ebenfalls realen Ereignisse rund um die 2009 erfolgte Insolvenz der Arcandor AG (bis 2007 KarstadtQuelle) und den Protagonisten  Thomas Middelhoff (Vorstandsvorsitzender Arcandor AG), der Quelle-Erbin Madeleine Schickedanz, sowie erneut Josef Esch und den Bankiers der Privatbank Sal. Oppenheim.

### Schlüsselfiguren und Darsteller
| Rollenvorbild                 | Rollenname              | Darsteller       |
| ----------------------------- | ----------------------- | ---------------- |
| Josef Esch                    | Josef Asch              | Rainer Bock      |
| Lothar Ruschmeier             | Lothar Stüssgen         | Joachim Król     |
| Thomas Middelhoff             | Thomas Middeldorf       | Jörg Hartmann    |
| Madeleine Schickedanz         | Valerie Dickeschanz     | Judith Engel     |
| Alfred Freiherr von Oppenheim | Alfred von Hoppenheim   | Ernst Stötzner   |
| Christopher von Oppenheim     | Nikolaus von Hoppenheim | Ulrich Brandhoff |
| fiktiv                        | Andrea Di Carlo         | Serkan Kaya      |
| fiktiv                        | Alina Behrens           | Eva Meckbach     |

## Produktion

### Dreharbeiten
Der 90-minütige Spielfilm wurde an 24 Drehtagen vom 9. Oktober 2018 bis zum 12. November 2018 in Köln und Umgebung gedreht.

### Filmmusik
Verwendung fanden im Soundtrack des Films neben Popmusik auch Mundart- und Karnevalslieder von Jupp Schmitz („Wer soll das bezahlen?“), Marco Armani („È la vita“), Bernd Stelter („Mahatma Glück, Mahatma Pech, Mahatma Gandhi“), Brings („Poppe, Kaate, Danze“ / „Dunmer ne Jefalle“ / „Su lang mer noch am Lääve sin“), Bläck Fööss („Mer losse d’r Dom en Kölle“ / „Drink doch eine met“), Prince („Cream“), Barry White („Can’t Get Enough of Your Love, Babe“), Donna Summer („Love to Love You Baby“), Willy Millowitsch („Als der Rhein noch rein war“ / „Kölsche Jung“), James Last („Morgens um sieben ist die Welt noch in Ordnung“), De Höhner („Viva Colonia“ / „Die Karawane zieht weiter“), Diana Krall („Besame Mucho“), L.S.E. („Limbo Italo“), Ray Conniff & The Singers („I’d Like to Teach the World to Sing“), Peter Alexander („Einmal am Rhein“), Tommy Engel („Die Stadt“ / „Leck ens am Asch“).

## TV-Ausstrahlung
Vor der TV-Erstausstrahlung am 11. Dezember 2019 um 20.15 Uhr unterlag Der König von Köln wegen seiner gesellschaftlichen Brisanz  einer hohen Geheimhaltungsstufe. So durften nur ausgewählte Medienvertreter den Film im Büro der Produktionsfirma vorab sehen. Man fürchtete, jemand könnte sonst die Ausstrahlung gerichtlich verhindern, weil er möglicherweise seine Persönlichkeitsrechte verletzt sehen könnte. Dabei stellte der Produzent Michael Souvignier eindeutig klar: „In diesem Film geht es nicht darum, tatsächliche Vorgänge und handelnde Personen abzubilden, sie sind frei erfunden“. „Stattdessen wollen wir mit den Mitteln der satirischen Zuspitzung Mechanismen aus der Wirtschaftswelt aufzeigen. Diese sind nicht nur typisch für Köln, sondern für jede deutsche Stadt. Die eigentlichen Themen des Films sind: Wie funktionieren Geschäfte auf allerhöchster Ebene? Wie wird Macht missbraucht? Und welche Katastrophen können sich daraus ergeben?“
Im Anschluss an die Erstausstrahlung zeigte die ARD eine Dokumentation über die Verwicklungen zwischen der Kölner Stadtverwaltung, dem Bankhaus Sal. Oppenheim und dem Drahtzieher Josef Esch um 2006 beim Bau der Kölner Messehallen, die offensichtlich als Vorlage des Films dienten. Im Interview erläutern die seinerzeit ermittelnden Kölner Staatsanwälte, dass einige Beteiligte zu Gefängnisstrafen, Esch lediglich zu einer Geldstrafe verurteilt wurden.

## Rezeption

### Einschaltquote
Die Erstausstrahlung von Der König von Köln am 11. Dezember 2019 erreichte im Ersten  3,70  Millionen Zuschauer und einen Marktanteil von 14,9 Prozent. Bei der Zielgruppe der jüngeren Zuschauer wurden 0,55 Millionen verzeichnet, was 6,2 Prozent Marktanteil für diesen Tag bedeutet.

### Kritiken
Rainer Tittelbach von Tittelbach.tv lobte den Film und schrieb: „Neben dem Schmunzeleffekt besitzen die Dialoge […] immer auch einen hohen Informationsgehalt. Ohne Scheu vor deftiger Komik geraten sie nie ins unangenehm Schlüpfrige, da sie den Figuren typengerecht zugeordnet werden.“ „Alle Charaktere dieses durchweg wunderbar besetzten Ensemblefilms haben eine eigene Note und eine spezielle Humor-Tonlage. Husmanns induktive Dramaturgie und seine satirische Handschrift ohne jede Didaktik gehören zum Qualitätskonzept dieses Films, genauso wie der stimmige, mit der Handlung korrespondierende kölsche Soundtrack.“
Bei der Frankfurter Rundschau wertete Tilmann P. Gangloff: „Der Fernsehfilm ‚Der König von Köln‘ ist eine vergnügliche, aber nicht rundum gelungene Satire über den ‚Kölschen Klüngel‘.“ „Etwas kindisch wirken allerdings die Verballhornungen der authentischen Beteiligten. [So wurde zum Beispiel] aus der Unternehmerfamilie Schickedanz [kurzerhand] Dickeschanz.“ Dadurch werden „die Beteiligten nicht satirisch überspitzt, sondern karikiert […], weshalb einige zur Witzfigur geraten sind.“
Julian Miller urteilte für quotenmeter.de: „Trotz seines mitunter ziemlich leichtfüßigen Duktus‘ und der bisweilen ausufernden humoristischen Überstilisierung der exzentrischeren Figuren funktioniert ‚Der König von Köln‘ letztlich doch als knallharte, schonungslose Abrechnung mit dem rheinischen Klüngel, die sich gleichzeitig einer intelligenten psychologischen Ursachenforschung annimmt.“
Oliver Jungen von der FAZ schrieb ebenfalls nur positiv: „So finster und zugleich krachlustig wurde Köln in seinem vermessenen Stolz auf das ‚Man kennt sich, man hilft sich‘ lange nicht porträtiert. Huber inszeniert die Stadt quasi süditalienisch als moralfreien Selbstbedienungsladen.“ „Was den Film vor allem auszeichnet, ist das gewitzt arrangierte Buch mit seinen burschikos treffenden Dialogen.“
Die Redaktion der Goldenen Kamera urteilte: Der Film ist eine „Kombination von Komödie und Gesellschaftskritik. Die ersten Minuten sind zwar arg unübersichtlich inszeniert, doch dann findet man in die Handlung. In den besten Momenten erinnert der Film sogar an Klassiker wie Schtonk!.“

## Auszeichnungen
- Manfred-Stelzer-Preis für herausragende deutsche Komödien im Rahmen des Film Festival Cologne an Regisseur Richard Huber

## Belege
1. ↑  Anja Rützel Beiläufigkeit des Sittenwidrigen. Spiegel online, 19. Dezember 2019; abgerufen am 29. Oktober 2024
2. ↑  ARD-Film nimmt Oppenheim-Esch-Skandal aufs Korn. Kölnische Rundschau (online), 21. Januar 2020; abgerufen am 29. Oktober 2024
3. ↑  Oliver Jungen Der Pate op Kölsch. FAZ (online), 11. Dezember 2019; abgerufen am 29. Oktober 2024
4. ↑  Der König von Köln  bei crew united
5. ↑  https://www.tittelbach.tv/programm/fernsehfilm/artikel-5421.html Fernsehfilm „Der König von Köln“ bei Tittelbach.tv
6. 1 2  Sven Sakowitz: „Der König von Köln“: Unglaublich, aber (beinahe) wahr bei goldenekamera.de, abgerufen am 20. Januar 2020.
7. ↑  Zuschauerzahlen bei quotenmeter.de, abgerufen am 20. Januar 2020.
8. ↑  Rainer Tittelbach: Bock, Kaya, Król, Husmann, Huber. Karneval + Korruption = Kölscher Klüngel bei Tittelbach.tv, abgerufen am 20. Januar 2020.
9. ↑  Tilmann P. Gangloff: „Der König von Köln“: Karneval, Kölsch und Korruption bei Tittelbach.tv, abgerufen am 20. Januar 2020.
10. ↑  Julian Miller: Filmkritik bei quotenmeter.de, abgerufen am 20. Januar 2020.
11. ↑  Oliver Jungen: Der Pate op Kölsch Kritik zum Film bei faz.net, abgerufen am 20. Januar 2020.